# Egill Reimers
Egill Reimers (født 18. juli 1878 i Bergen, død samme sted 11. november 1946) var en af de mest markante arkitekter i Bergen i Norge i begyndelsen af 1900-tallet.
Reimers blev udlært som arkitekt ved Technische Hochschule i München i 1902. Reimers arbejdede til at begynde med på stadskonduktørens kontor i Bergen, før han startede sin egen virksomhed i 1904. Reimers arbejder spænder fra jugendstil via nyklassicisme til funktionalisme. Hans værker viser hele vejen igennem en forankring i byens byggetradition.
Bygården på Vetrlidsallmennigen 4 (1904) og Turnhallen (Danseteateret) på Sigurdsgate 6 (1908) bærer begge et tydeligt præg af jugendstil. I 1908 tegnede han sin egen bolig på Kirkeveien 6, et tidligt eksempel på den kommende nationalromantik. Villaen på Formanns vei 42 anses for at være et fint eksempel på Bergenstilen i det område. Villaen på Øvre Kalfarlien 42 (1915) ligger på en skråning og er en forløber for Bergensskolen. Konsertpaleet (1918) var oprindeligt en koncertsal med 1.200 siddepladser, der blev ombygget til fire biografsale i 1981. Statsarkivet på Årstadveien 22 anses for at være et af hans hovedværker, og han fik Houens fonds diplom for det i 1924. Reimers tegnede Historisk Museum (De kulturhistoriske samlingene) efter en konkurrence i 1918, og byggeriet stod færdigt i 1927. For Universitetet i Bergen tegnede han Geofysisk institutt (1928–1951). En anden central bygning fra Reimers hånd er tinghuset fra 1928, indviet i 1933. I 1930 tegnede Reimers garagen til brødbilerne fra Smith Sivertsens bakeri på Håkonsgaten 47a. Dette byggeri regnes for at være det første i funktionalisme i Bergen.

## OL-deltagelse
Reimers blev olympisk mester i sejling ved sommer-OL 1920 i Antwerpen. Sammen med Arthur Allers, Martin Borthen, Johan Friele, Kaspar Hassel, Christen Wiese, Erik Ørvig, Olaf Ørvig og Thor Ørvig vandt han olympisk guld i klassen 12-meter klassen type 1919 med den norske båd Heira II. Det var den eneste båd i den klasse.

### OL-medaljer
- 1920  Belgien Antwerpen –  Guld i sejling, 12-meter klassen type 1919